# تصادم غير مرن

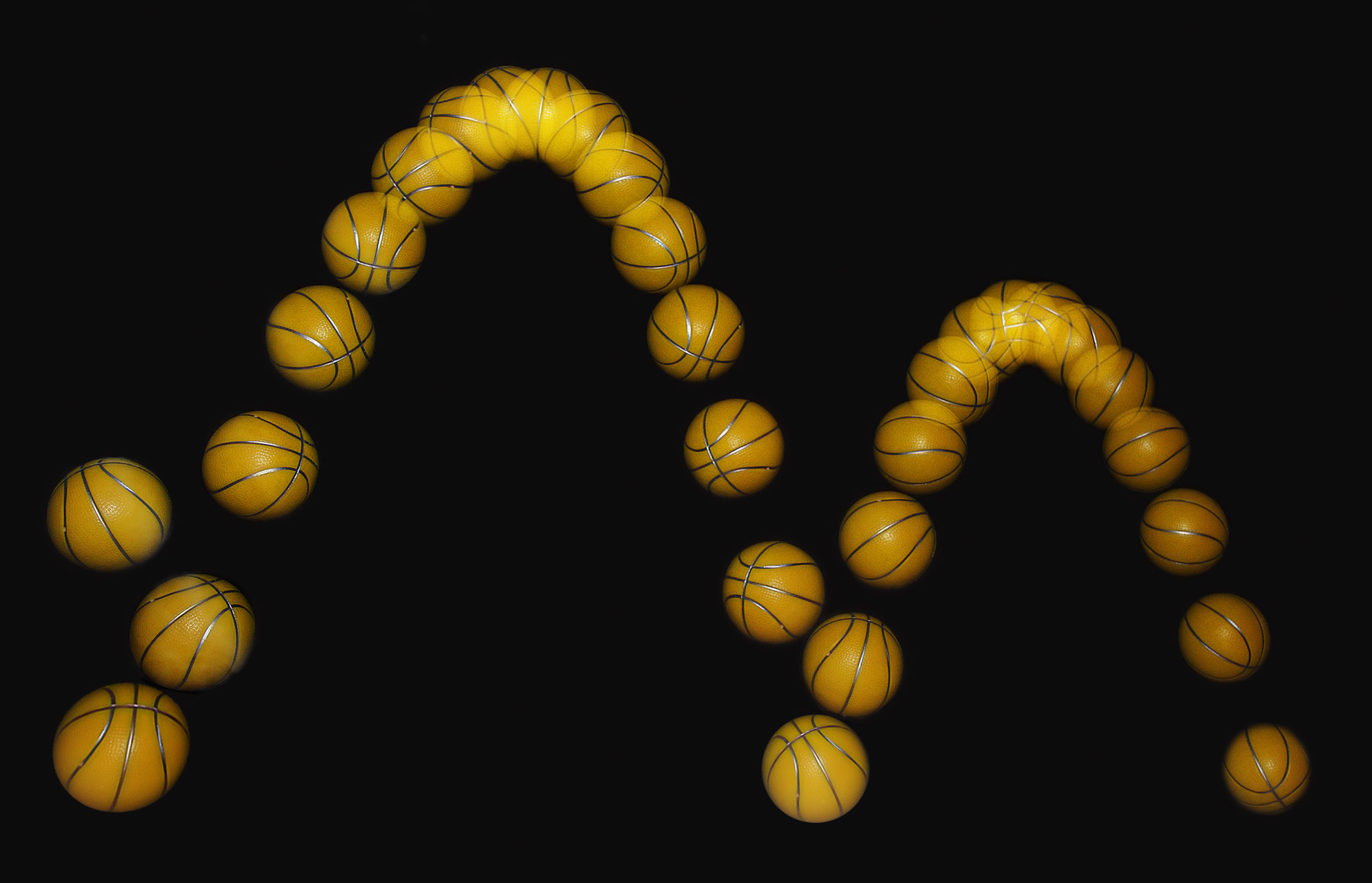
مثال على التصادم الغير مرن.

تصادم غير مرن (بالإنجليزية:Inelastic collision) هو عكس التصادم المرن ويمكننا أن نعرفه على أنه التصادم الذي لا يحفظ الطاقة الحركية بسبب عمله مع الاحتكاك الداخلي.